# Isole del Portogallo
Elenco delle isole portoghesi, raggruppate geograficamente.

## Arcipelaghi dell'Atlantico
- Azzorre
  - Il gruppo orientale
    - São Miguel
    - Santa Maria
    - gli isolotti Formigas

  - Il gruppo centrale 
    - Terceira
    - Graciosa
    - São Jorge
    - Pico
    - Faial

  - Il gruppo occidentale 
    - Flores
    - Corvo
- Madera
  - Madera
  - Porto Santo
  - le Desertas
  - Isole Selvagge

## Isole continentali
- Berlengas
- Pessegueiro
- Faro
- Tavira
- Fuseta
- Armona
- Antelòs

## Isole fluviali
- Almourol